# Битка код Рамника
Битка код Рамника (тур. Boze Savaşı), одиграла се 22. септембра 1789. године, у Влашкој и близини Рамнику Сарата, за време Руско-турског рата 1787—1792. Чувени руски генедрал Александар Васиљевич Суворов, делујући заједно са хазбуршким генералом, Принцом Јозефом од Кобурга напао је главну отоманску војску, предвођену великим везиром Мејит Хасан пашом, након убрзаног и исцрпљујућег марша када успева да их сустигне.
У бици на веома стрмом терену са изузетно великим нагибом, за само неколико сати, Руске и Хазбуршке снаге, које нису бројале више од 25.000 људи, успеле су да одбију 60.000 турских војника, наносећи им том приликом тежак пораз. За ову победу Суворов је био награђен титулом, Гроф од Рамника. Ова победа је имала за последицу повлачење Отоманских снага из Дунавских Кнежевина, која је водила каснијој окупацији Влашке од стране хазбуршких трупа.